# Casa Mureșenilor
Muzeul Casa Mureșenilor este unul dintre numeroasele muzee și case memoriale din Brașov.

## Istoric
Muzeul „Casa Mureșenilor” a fost înființat la Brașov în anul 1968. Din anul 1998 aceasta a devenit o instituție autonomă, centru al memorialisticii brașovene și naționale. Muzeul este dedicat familiei Mureșenilor, reprezentată de personalități precum Andrei Mureșanu (autor al versurilor Imnului național al României, "Deșteaptă-te, române!"), Iacob Mureșianu (redactor și proprietar al Gazetei de Transilvania între anii 1850-1877), Aurel Mureșianu (redactor al Gazetei de Transilvania între anii 1878–1910), ș.a.
Clădirea muzeului, situată pe Șirul Inului din Piața Sfatului la nr. 25, este monument istoric de valoare națională, cod LMI BV-II-m-A-11582.
Casa Mureșenilor a devenit muzeu în anul 1968, ca urmare a donației făcute de urmașii familiei Mureșianu. Ei au oferit statului român, în vederea organizării unui muzeu, spațiul necesar, inclusiv o colecție valoroasă de mobilier, pictură, sculptură și mai ales o arhivă de o mare valoare culturală, numărând peste 25.000 de documente. Din anul 1998 Muzeul Casa Mureșenilor este o instituție autonomă, în subordinea Consiliului Județean Brașov.
Tot în această casă a familiei Mureșenilor a funcționat pentru o perioadă și sediul redacției Gazetei de Trasilvania (apărută în 1838), precum și tipografia înființată în anul 1888 de Aurel Mureșianu în care s-a tipărit Gazeta.
Muzeul este consacrat memoriei mai multor membri ai acestei familii cu merite mari în viața culturală și politică a vremii lor.
Arhiva familiei Mureșenilor este una dintre cele mai bogate și importante arhive de familie. Conducând timp de mai bine de o jumătate de secol „Gazeta Transilvaniei”, Mureșenii au corespondat cu aproape toți fruntașii politici ai vremii lor, atât din Transilvania cât și din celelalte provincii locuite de români.
În Arhiva Mureșenilor se găsesc și astăzi numeroase manuscrise ale membrilor familiei și ale corespondenților ziarelor conduse de ei.
Tot aici se află și documentele legate de istoria imnului „Deșteaptă-te Române”, creație a lui Andrei Mureșanu.
Pe lângă expozițiile permanenente și temporare, muzeul are și alte activități culturale, precum recitaluri și concerte de muzică clasică.
Sala „Gheorghe Dima” din cadrul aceluiași muzeu este dedicată memoriei unuia dintre cei mai importanți animatori ai vieții culturale naționale de la sfârșitul secolului al XIX-lea și începutul secolului al XX-lea. Gheorghe Dima a lăsat muzicii românești o creație originală unitară, numărând peste 225 de titluri, fiind totodată dirijor și interpret pe numeroase scene de spectacol din țară și străinătate, având de asemeni o activitate didactică prestigioasă.
Muzeului „Casa Mureșenilor” i s-a adăugat secția memorială „Casa Ștefan Baciu”, din strada Dr. Gheorghe Baiulescu nr. 9, inaugurată în 24 iunie 2006.

## Galerie de imagini

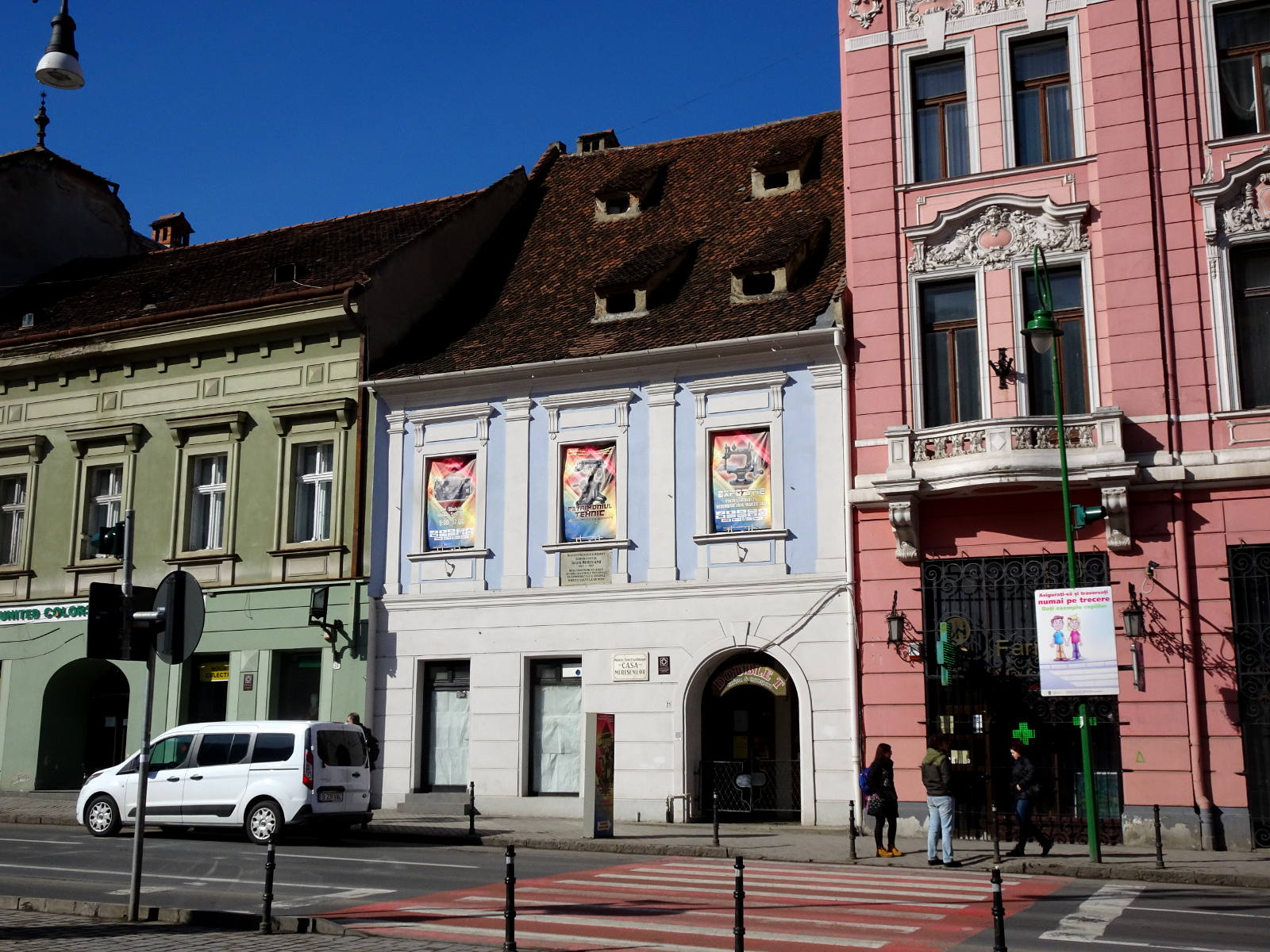
Casa Mureşenilor
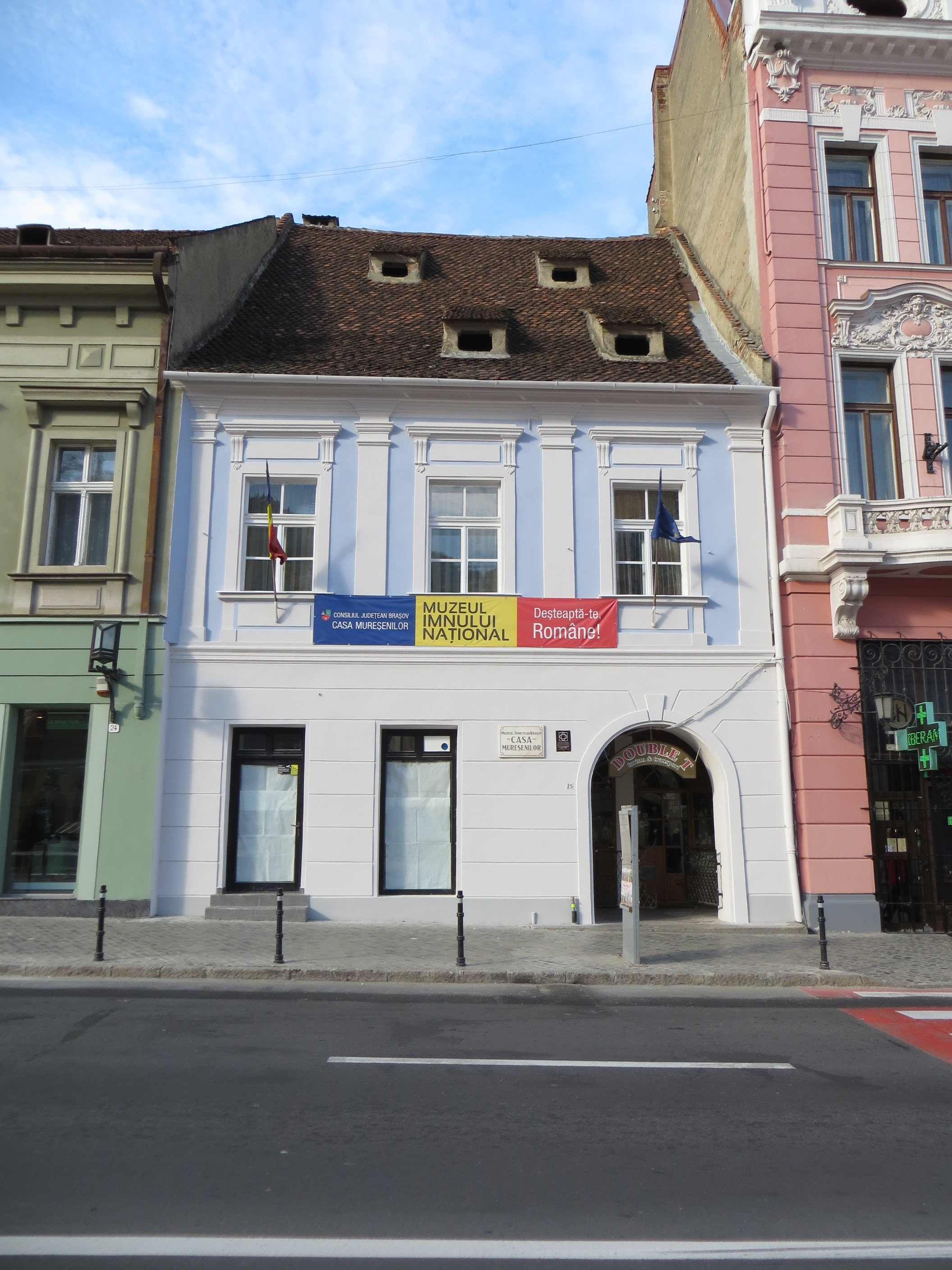
Casa Mureşenilor
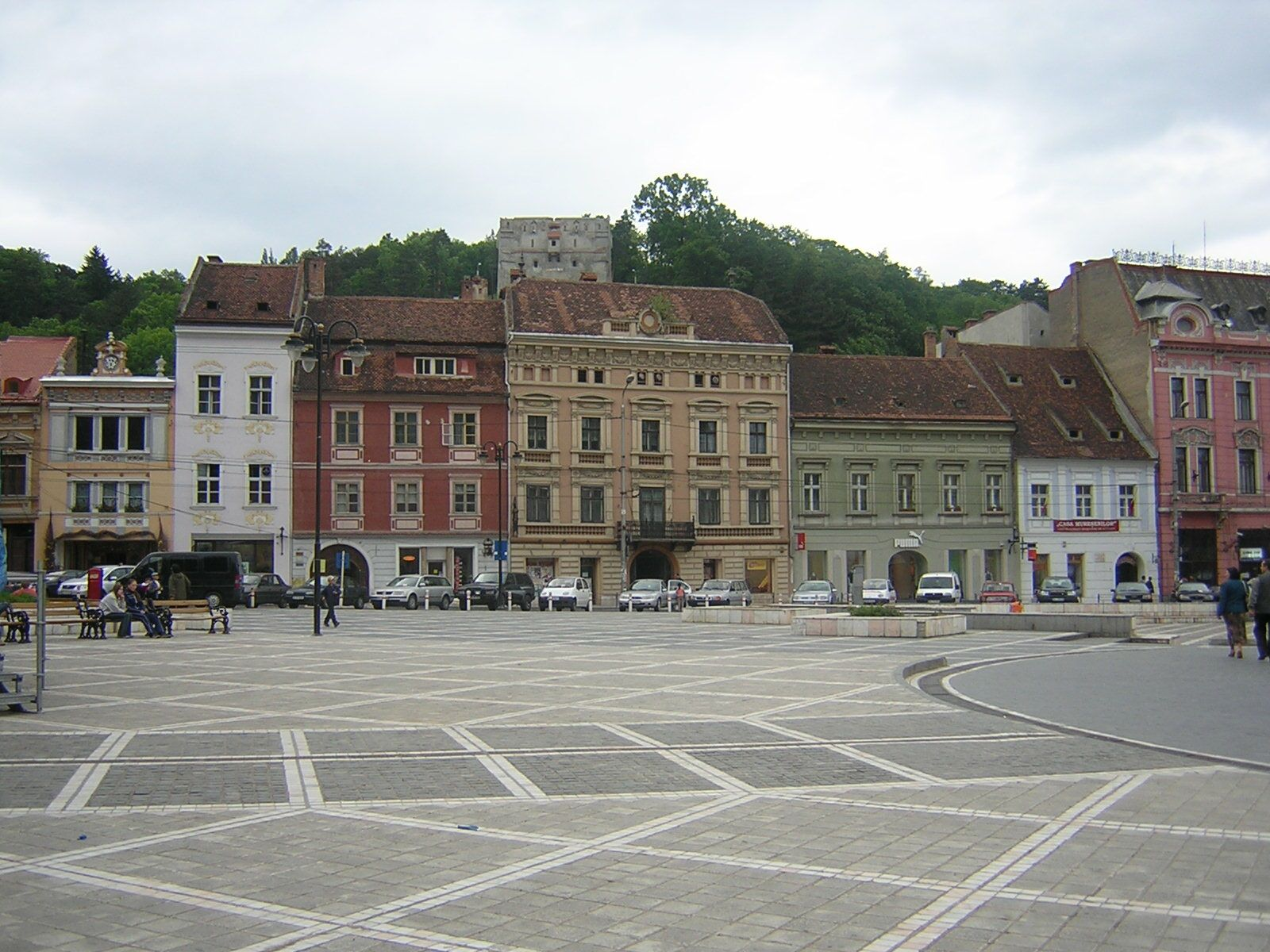
Piața Sfatului cu Casa Mureşenilor
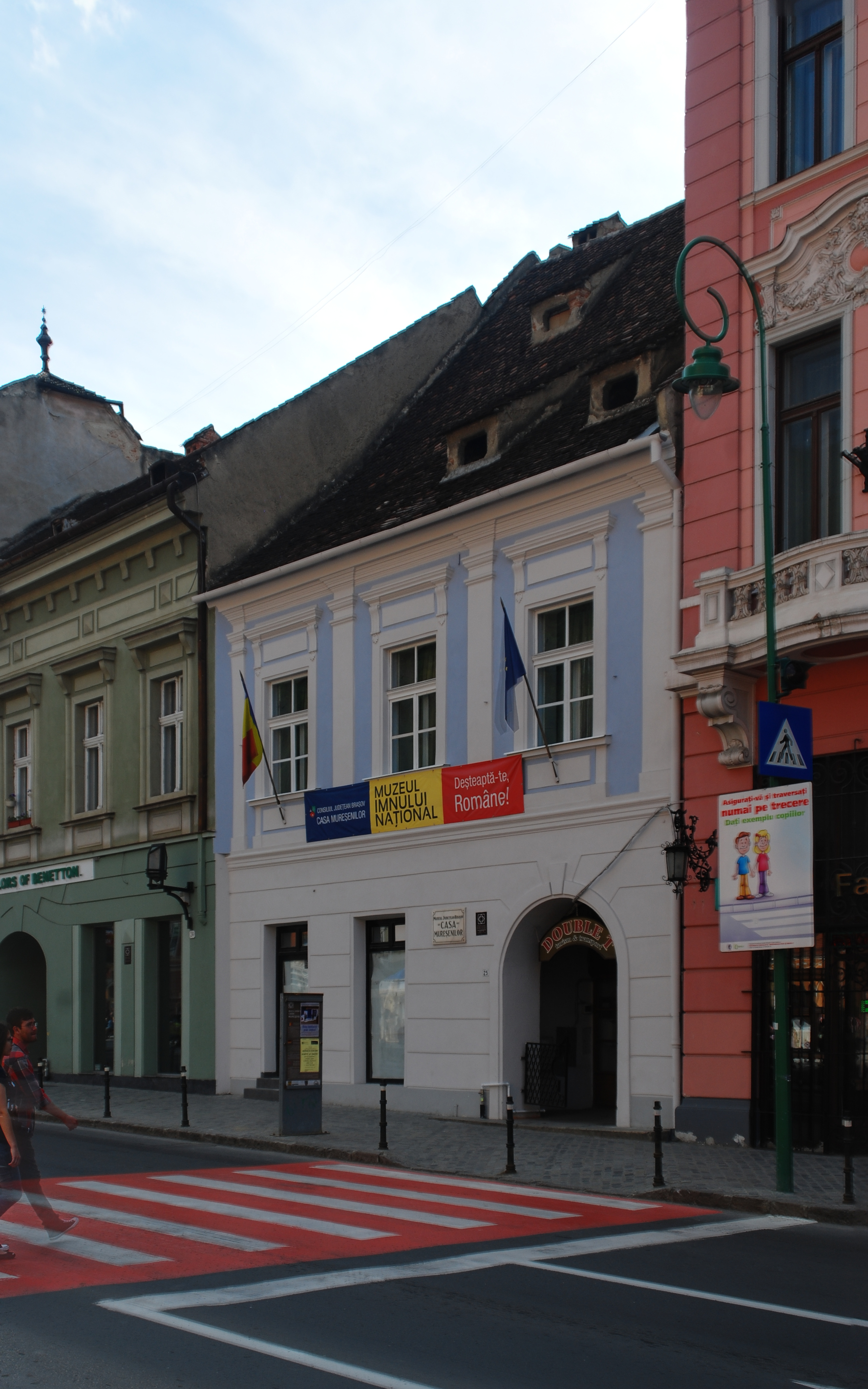
Casa Mureşenilor din Piața Sfatului
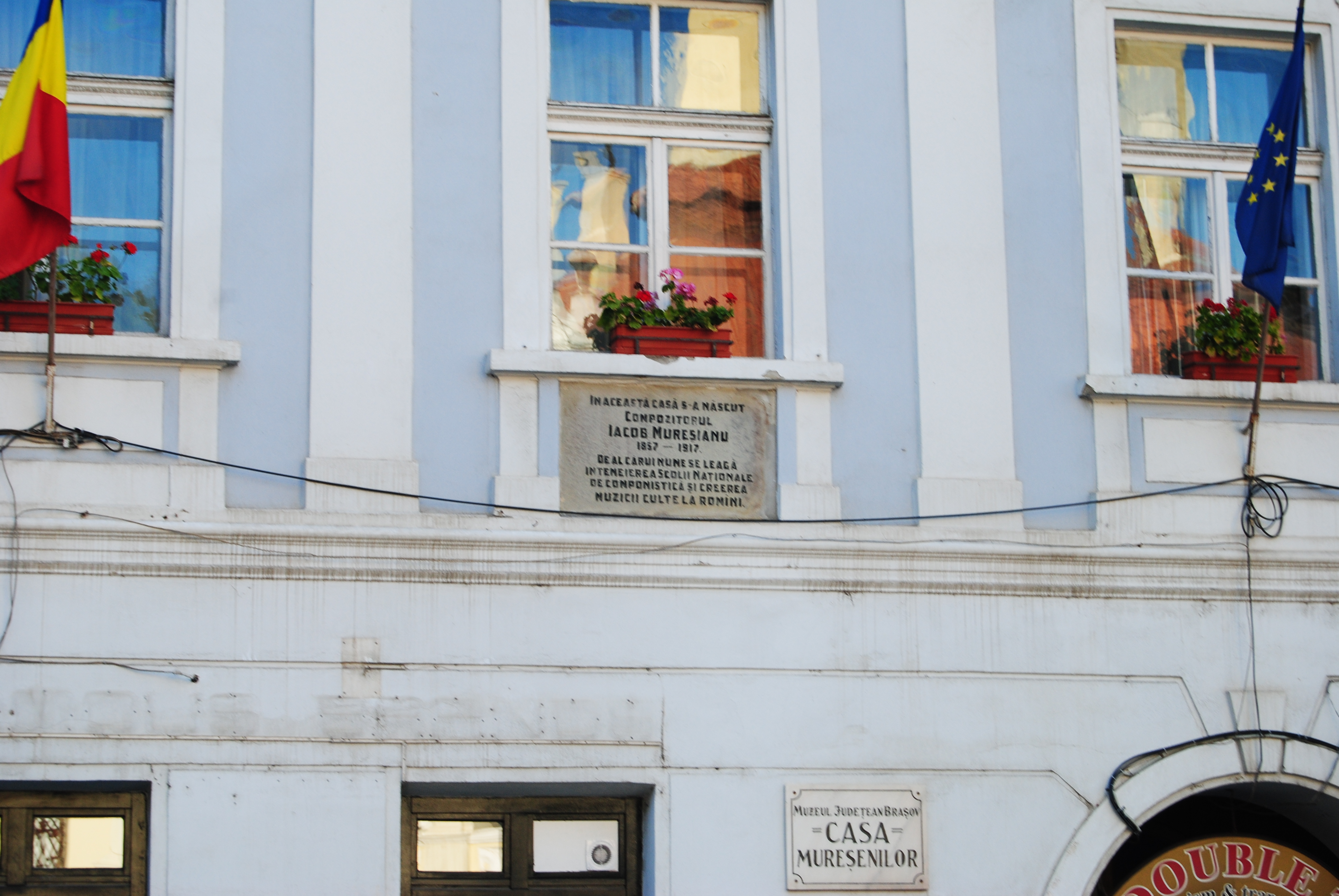
Casa Mureşenilor - detaliu